# Presse de défense des consommateurs
Publications de la presse de défense des consommateurs par pays :

## Allemagne
- Finanztest
- Öko-Test
- Stiftung Warentest

## Australie
- Choice (en)

## Canada
- Protégez-vous

## États-Unis
- Consumer Reports

## France
- 60 millions de consommateurs
- Que choisir
- Que choisir santé

## Belgique
- Test-Achats

## Pays-Bas
- Consumentengids (nl)

## Suisse
- Bon à savoir
- FRC Mieux choisir

Note: il est possible que cette liste ne soit pas complète, voir la catégorie Presse de défense des consommateurs.